# إبعاد الأجانب في القانون الفرنسي
في فرنسا، يسمح قانون 3 ديسمبر 1849 لوزارة الداخلية، في حالة اضطراب النظام العام، باتخاذ تدابير لإبعاد الأجانب من الأراضي الفرنسية. وهذه التدابير تخص فقط الأجانب الحاصلين على تصريح إقامة ساري المفعول، لأن الأجانب الذين ليس لديهم تصريح إقامة للوزارة الحق المطلق لإبعادهم في أي وقت..
حاليا، هناك تدابير مختلفة لإبعاد الأجانب المقيمين بشكل منتظم أو غير منتظم في الأراضي الفرنسية، كلها مذكورة في الفصل الخامس من القانون المنظم لدخول وإقامة الأجانب وحق اللجوء ورمز الإجراءات الجنائية. هذه التدابير هي كما يلي:
- الإلزام بمغادرة الأراضي الفرنسية
- الترحيل عند الحدود
- طرد
- تسليم المجرمين
- طرد مواطني فنزويلا والبرازيل وسورينام وغيانا من طاقم سفينة تعمل في أنشطة صيد غير مشروعة في غيانا.[1]

## سجن الأجانب
قد يتطلب إجراء إبعاد الأجانب سجنهم لمدة محددة، وعادة ما يكون الغرض منه إعطاء الإدارة وقتًا لتطبيق الإجراء. يمكن أن يتم حبس الأجانب في ثلاث فرضيات:
- الأجانب الذين وصلوا للتو إلى فرنسا عن طريق السكك الحديدية أو الجو أو البحر. تظهر حالتان: إما أنه لا يُسمح له بالدخول إلى الإقليم الوطني، أو يقدم طلبًا للقبول بموجب حق اللجوء. في كلتا الحالتين، يتم وضعه في منطقة الانتظار.

- الأجنبي الموجود بالفعل في فرنسا والذي هو موضوع إجراء الترحيل من الإقليم (مرسوم الترحيل إلى الحدود، وحظر الإقليم، والطرد). في هذه الحالة، قد يتم وضعه في مركز احتجاز إداري أو في غرفة احتجاز، أو قد يتم وضعه تحت الإقامة الجبرية؛

- الأجنبي الذي ارتكب «جريمة ضد قانون الأجانب» (الإقامة غير القانونية، الإبعاد من أمر الترحيل) يجب وضعهم في السجن لفترة زمنية مختلفة حسب «الجريمة» (من سنة إلى ثلاث سنوات)، ثم يمكن طرده في نهاية عقوبته.

### مناطق الانتظار
حتى عام 1992، كان يُنظر إلى الأجانب في مناطق الانتظار على أنهم لم يدخلوا فرنسا وكانوا في «منطقة دولية» حيث لم يكن من المفترض تطبيق القانون الفرنسي، مما سمح الإدارة للاحتفاظ بهم في المنطقة دون حد زمني، دون قواعد أو ضوابط. أدانت المحاكم الفرنسية والمحكمة الأوروبية لحقوق الإنسان هذا التحيل القانوني، على التوالي في عامي 1992 و 1996 إذ لا يمكن احتجاز الأشخاص في منطقة انتظار إلا لفترة زمنية معقولة لا تتجاوز 20 يوما. حاليا، مناطق الانتظار مخصصة للأجانب أو طالبي اللجوء «غير المقبولين» والذين لا يزال طلبهم معلقًا.
لا يخضع الأجانب الذين يتم وضعهم في مناطق الانتظار ثم يعودون إلى بلدهم الأصلي لترحيلهم عند الحدود بالمعنى القانوني للمصطلح، ولكن إلى «المغادرة»، حيث تقنيا، لم يدخلوا الأراضي الفرنسية.

### الاحتجاز الإداري
وفقًا للمادة L. 551-1، يجوز وضع الأجنبي الذي يخضع لإجراء الترحيل في مركز احتجاز إداري إذا لم يستطع إخضاعه على الفور للترحيل. يتم اتخاذ أمر الاعتقال بأمر من المحافظ، ويجب إخطار الشخص المعني، مع الحقوق المرتبطة به، بلغة يفهمها. قبل عام 2003، لم يكن طول مدة الاحتجاز الإداري يتجاوز 12 يومًا. في عام 2003، تم رفع هذه المدة إلى 32 يومًا. منذ 13 يوليو 2011، أصبحت 45 يومًا.